# Ectors saga
Ectors saga también Ectorssaga ok kappa hans (o saga de Héctor y sus campeones) es una de las sagas caballerescas. Fue escrita a finales del siglo XIV o principios del XV y se ha conservado en 45 manuscritos. Después de un breve resumen de los acontecimientos de la guerra de Troya, la historia se centra en las aventuras de un joven príncipe de Thecisia, armado caballero a los 17 años, llamado Ector (hijo de un superviviente de las guerras troyanas llamado Karnotius y de Gelfridr, hija del rey de la India), en honor del héroe troyano Hector. En un torneo, derrota a seis príncipes, que luego le ofrecen servirle y se prestan a vivir en el castillo de Ector, donde una vez instalados los 7 caballeros deciden ir en busca de aventuras y comprometerse a regresar después de un año. Sus siete aventuras se relacionan a su vez. Esta saga con sus siete cuentos de aventuras representa la única expresión de este tipo en la narrativa islandesa medieval. Todos los episodios emplean una estructura común en el que un héroe, solo o con un compañero, deben derrotar a un oponente que está amenazando un reino, y como recompensa se les concede la mano de una princesa. La unidad de la trama se logra en el marco de la saga, pero también al entrelazar una con otra. La estructura del argumento hace suponer que las fuentes originales eran variedades de textos inusuales y eclécticas.